# 山东省烟台第十四中学
山东省烟台第十四中学，位于中華人民共和國山东省烟台市芝罘区，是一座集初中、高中为一体的一座省级规范化学校。创建于1972年。該校占地23371.08 ㎡，分為东区和西區，总建筑面积15000 ㎡，绿化面积为6380.17 ㎡。